# Claudia van Oostenrijk
Claudia Felicitas van Oostenrijk-Tirol (Innsbruck, 30 mei 1653 – Wenen, 8 april 1676) was van 1673 tot aan haar dood keizerin-gemalin van het Heilige Roomse Rijk. Ze behoorde tot het huis Habsburg.

## Levensloop
Claudia Felicitas was een dochter van aartshertog Ferdinand Karel van Oostenrijk-Tirol uit diens huwelijk met Anna de' Medici, dochter van Cosimo II de' Medici, groothertog van Toscane. De prinses was zeer muzikaal begaafd, zong en was actief als componiste. Om haar vroomheid uit te drukken trad ze toe tot de Derde Orde van de Dominicanen. Daarnaast stond ze bekend als een uitstekende en gepassioneerde jaagster. 
Op 15 oktober 1673 huwde ze in Graz met keizer Leopold I van het Heilige Roomse Rijk (1640-1705), waardoor ze naast keizerin-gemalin van het Heilige Roomse Rijk ook aartshertogin-gemalin van Oostenrijk en koningin-gemalin van Hongarije en Bohemen werd. Als residentie kreeg Claudia het Slot Eggenberg toegewezen. Vorst Wenzel Eusebius von Lobkowicz, de eerste minister van Leopold I, had zich tegen het huwelijk uitgesproken, met als argument het gebrek aan aantrekkelijkheid van Claudia en zij werd hierdoor een van zijn grootste tegenstanders. Ze zorgde ervoor dat Lobkowicz in keizerlijke ongenade viel en dat haar echtgenoot ook meer en meer afstand nam van zijn stiefmoeder Eleonora Gonzaga.
Haar huwelijk met Leopold I duurde slechts drieënhalf jaar, maar was zeer gelukkig. Claudia zou zich vooral hebben beziggehouden met het beheer van het koninklijk hof waar misstanden in de regering en het beheer van de hofhouding haar sneller duidelijk werden dan haar man. In 1674 gebruikte ze zelfs  een operavoorstelling om Leopolds aandacht te vestigen op de precaire overheidssituatie. Als keizerin liet ze haar muzikale voorliefde niet los. Aan het hof stuitte Claudia Felicitas echter vooral op afwijzing, men vreesde haar invloed op de keizer.
Claudia stierf in april 1676 op 22-jarige leeftijd aan tuberculose. Ze werd volgens het protocol aan het hof in Wenen gescheiden bijgezet. Haar hart ligt in de Kaisergruft, haar ingewanden in de Herzogsgruft en haar lichaam werd op haar eigen wens bijgezet naast haar moeder in de Weense Dominicanenkerk.

## Nakomelingen
Claudia en haar echtgenoot Leopold I kregen twee dochters:
- Anna Maria Sophie (1674-1675)
- Maria Josepha Clementine (1675-1676)